# Musikjahr 2002
Liste der Musikjahre

◄◄ | ◄ | 1998 | 1999 | 2000 | 2001 | Musikjahr 2002 | 2003 | 2004 | 2005 | 2006 | ► | ►►

Weitere Ereignisse
Dieser Artikel behandelt das Musikjahr 2002.

## Ereignisse

### Populäre Musik und Jazz
- 01. Januar: Avril Lavigne veröffentlicht ihre Debütsingle "Complicated", die ein internationaler Erfolg wird.
- 27. Februar: Linkin Park starten ihre Projekt Revolution Tour.
- 05. März: Celine Dion veröffentlicht ihr Album A New Day Has Come, das weltweit die Charts anführt.
- 16. April: Shakira veröffentlicht das Album Laundry Service international, das große Erfolge verzeichnet.
- 18. April: Die britische Rockband Supertramp startet ihre weltweite Konzerttournee One More for the Road Tour.
- 24. Mai: Der MTV Video Music Awards Japan wird erstmals im Tokyo International Forum in Tokio vergeben.
- 25. Mai: Der Eurovision Song Contest 2002 findet in Tallinn, Estland, statt. Marie N aus Lettland gewinnt mit dem Song I Wanna.
- 21. Juni: Eminem veröffentlicht die Single "Without Me", die international erfolgreich ist.
- 29. Juni: Der britische Singer-Songwriter David Bowie startet in London seine Heathen Tour.
- 04. Juli: Die Musiker Aldo Romano und Archie Shepp initiieren mit dem Filmemacher Frank Cassenti auf einer kleinen Mittelmeerinsel das Festival Jazz à Porquerolles.
- 23. Juli: Avril Lavigne veröffentlicht ihr Debütalbum Let Go, das ein großer Erfolg wird.
- 06. August: Nelly veröffentlicht das Album Nellyville, das große kommerzielle Erfolge feiert.
- 03. September: Coldplay veröffentlicht ihr zweites Studioalbum A Rush of Blood to the Head, das sowohl kommerziell als auch von der Kritik gefeiert wird.
- 29. Oktober: Christina Aguilera veröffentlicht ihr viertes Studioalbum Stripped.
- 03. November: Der britische Singer-Songwriter und Rock-Musiker Peter Gabriel startet im Auditorio Nacional in Mexiko-Stadt seine Growing Up Tour. Die Tournee endet nach 72 Konzerten am 6. Juli 2003 im Centre Bell in Montréal.
- 19. November: Michael Jackson veröffentlicht das Album Invincible, das ein kommerzieller Erfolg wird.
- 02. Dezember: Britney Spears veröffentlicht ihr drittes Studioalbum Britney.

### Klassische Musik und Musiktheater
- 15. März: Uraufführung der Oper Der Kommissar von Jury Everhartz am Jugendstiltheater am Steinhof in Wien.
- 21. März: Der deutsche Staatsminister für Kultur und Medien Julian Nida-Rümelin gründet die Kulturstiftung des Bundes.
- 14. Mai: Uraufführung des Musicals We Will Rock You im Dominion Theatre in London.
- 03. November: deutsche Erstaufführung des Musicals Mamma Mia! am Operettenhaus in Hamburg
- Das Kammermusikensemble L’Art du Bois wird in Freiburg gegründet.

### Film
- 06. Februar: In Berlin eröffnet der Film Heaven von Tom Tykwer die Internationalen Filmfestspiele. Die Filmmusik stammt von Arvo Pärt und Marius Ruhland
- Adam Sandlers acht verrückte Nächte – US-amerikanischer Chanukka-Animationsfilm unter der Regie von Seth Kearsley

## Musikcharts

### Deutschland
| Singles                                     | Position | Alben                                             |
| ------------------------------------------- | -------- | ------------------------------------------------- |
|                                             |          |                                                   |
| The Ketchup Song (Aserejé) Las Ketchup      | 1        | Mensch Herbert Grönemeyer                         |
| Whenever, Wherever Shakira                  | 2        | Laundry Service Shakira                           |
| Mensch Herbert Grönemeyer                   | 3        | Freak of Nature Anastacia                         |
| Without Me Eminem                           | 4        | Zwischenspiel – Alles für den Herrn Xavier Naidoo |
| Der Steuersong (Las Kanzlern) Die Gerd Show | 5        | Swing When You’re Winning Robbie Williams         |
| Engel Ben feat. Gim                         | 6        | The Eminem Show Eminem                            |
| Perdono Tiziano Ferro                       | 7        | Auswärtsspiel Die Toten Hosen                     |
| Underneath Your Clothes Shakira             | 8        | By the Way Red Hot Chili Peppers                  |
| I.O.I.O. B3                                 | 9        | A New Day Has Come Céline Dion                    |
| Just More Wonderwall                        | 10       | Missundaztood Pink                                |

Die längsten Nummer-eins-Singles
Lieder, die die meiste Zeit während eines anderen Jahres auf Platz 1 der Charts verbrachten, werden hier nicht aufgeführt.
1. Shakira – Whenever, Wherever (11 Wochen)
2. Eminem – Without Me (9 Wochen)
3. Las Ketchup – The Ketchup Song (Aserejé) (7 Wochen)

Die längsten Nummer-eins-Alben
Alben, die die meiste Zeit während eines anderen Jahres auf Platz 1 der Charts verbrachten, werden hier nicht aufgeführt.
1. Herbert Grönemeyer – Mensch (11 Wochen)
2. Robbie Williams – Swing When You’re Winning (5 Wochen)
3. Anastacia – Freak of Nature; Bruce Springsteen – The Rising; Robbie Williams – Escapology (jeweils 4 Wochen)

Alle Nummer-eins-Hits und die Hits des Jahres

### Österreich
| Singles                                          | Position | Alben                                             |
| ------------------------------------------------ | -------- | ------------------------------------------------- |
|                                                  |          |                                                   |
| Whenever, Wherever Shakira                       | 1        | Swing When You’re Winning Robbie Williams         |
| The Ketchup Song (Aserejé) Las Ketchup           | 2        | Mensch Herbert Grönemeyer                         |
| Without Me Eminem                                | 3        | Laundry Service Shakira                           |
| I Believe Bro’Sis                                | 4        | Freak of Nature Anastacia                         |
| Somethin’ Stupid Robbie Williams & Nicole Kidman | 5        | The Eminem Show Eminem                            |
| How You Remind Me Nickelback                     | 6        | By the Way Red Hot Chili Peppers                  |
| Underneath Your Clothes Shakira                  | 7        | Silver Side Up Nickelback                         |
| From Sarah with Love Sarah Connor                | 8        | Elv1s – 30 #1 Hits Elvis Presley                  |
| Engel Ben feat. Gim                              | 9        | A New Day Has Come Céline Dion                    |
| Get the Party Started Pink                       | 10       | Zwischenspiel – Alles für den Herrn Xavier Naidoo |

Die längsten Nummer-eins-Singles
Lieder, die die meiste Zeit während eines anderen Jahres auf Platz 1 der Charts verbrachten, werden hier nicht aufgeführt.
1. Las Ketchup – The Ketchup Song (Aserejé) (12 Wochen)
2. Eminem – Without Me (8 Wochen)
3. Shakira – Whenever, Wherever (7 Wochen)

Die längsten Nummer-eins-Alben
Alben, die die meiste Zeit während eines anderen Jahres auf Platz 1 der Charts verbrachten, werden hier nicht aufgeführt.
1. Eminem – The Eminem Show (6 Wochen)
2. Shakira – Laundry Service; Red Hot Chili Peppers – By the Way; (jeweils 5 Wochen)
3. Céline Dion – A New Day Has Come; Herbert Grönemeyer – Mensch; Elvis Presley – Elv1s – 30 #1 Hits (jeweils 4 Wochen)

Alle Nummer-eins-Hits und die Hits des Jahres

### Schweiz
| Singles                                          | Position | Alben                                        |
| ------------------------------------------------ | -------- | -------------------------------------------- |
|                                                  |          |                                              |
| The Ketchup Song (Aserejé) Las Ketchup           | 1        | Laundry Service Shakira                      |
| Whenever, Wherever Shakira                       | 2        | A New Day Has Come Céline Dion               |
| Without Me Eminem                                | 3        | Freak of Nature Anastacia                    |
| Underneath Your Clothes Shakira                  | 4        | Mensch Herbert Grönemeyer                    |
| A Little Less Conversation Elvis Presley vs. JXL | 5        | The Eminem Show Eminem                       |
| Dilemma Nelly feat. Kelly Rowland                | 6        | By the Way Red Hot Chili Peppers             |
| Xdono Tiziano Ferro                              | 7        | Elv1s – 30 #1 Hits Elvis Presley             |
| From Sarah with Love Sarah Connor                | 8        | Swing When You’re Winning Robbie Williams    |
| Complicated Avril Lavigne                        | 9        | Rosso relativo Tiziano Ferro                 |
| I Need a Girl P. Diddy feat. Usher & Loon        | 10       | One Life One Soul – Best of Ballads Gotthard |

Die längsten Nummer-eins-Singles
Lieder, die die meiste Zeit während eines anderen Jahres auf Platz 1 der Charts verbrachten, werden hier nicht aufgeführt.
1. Shakira – Whenever, Wherever (17 Wochen)
2. Eminem – Without Me; Las Ketchup – The Ketchup Song (Aserejé) (jeweils 11 Wochen)
3. Nelly feat. Kelly Rowland – Dilemma (7 Wochen)

Die längsten Nummer-eins-Alben
Alben, die die meiste Zeit während eines anderen Jahres auf Platz 1 der Charts verbrachten, werden hier nicht aufgeführt.
1. Céline Dion – A New Day Has Come; Red Hot Chili Peppers – By the Way (jeweils 7 Wochen)
2. Anastacia – Freak of Nature (6 Wochen)
3. Robbie Williams – Escapology (5 Wochen)

Alle Nummer-eins-Hits und die Hits des Jahres

### Vereinigtes Königreich
| Singles                                     | Position | Alben                                             |
| ------------------------------------------- | -------- | ------------------------------------------------- |
|                                             |          |                                                   |
| Anything Is Possible / Evergreen Will Young | 1        | Escapology Robbie Williams                        |
| Unchained Melody Gareth Gates               | 2        | Missundaztood Pink                                |
| Hero Enrique Iglesias                       | 3        | Escape Enrique Iglesias                           |
| Dilemma Nelly feat. Kelly Rowland           | 4        | A Rush of Blood to the Head Coldplay              |
| A Little Less Conversation Elvis vs. JXL    | 5        | One Love Blue                                     |
| Anyone of Us (Stupid Mistake) Gareth Gates  | 6        | By the Way Red Hot Chili Peppers                  |
| Whenever, Wherever Shakira                  | 7        | The Eminem Show Eminem                            |
| The Ketchup Song (Aserejé) Las Ketchup      | 8        | Unbreakable – The Greatest Hits – Vol. 1 Westlife |
| Just a Little Liberty X                     | 9        | Elv1s – 30 Number 1 Hits Elvis Presley            |
| Without Me Eminem                           | 10       | Heathen Chemistry Oasis                           |

Die längsten Nummer-eins-Singles
Lieder, die die meiste Zeit während eines anderen Jahres auf Platz 1 der Charts verbrachten, werden hier nicht aufgeführt.
1. Enrique Iglesias – Hero; Will Young – Anything Is Possible / Evergreen; Gareth Gates – Unchained Melody; Elvis vs. JXL – A Little Less Conversation (jeweils 4 Wochen)
2. Gareth Gates – 	Anyone of Us (Stupid Mistake); Atomic Kitten – The Tide Is High (Get the Feeling) (jeweils 3 Wochen)

Alle weiteren Lieder waren entweder eine oder zwei Wochen auf Platz 1 gelistet.
Die längsten Nummer-eins-Alben
Alben, die die meiste Zeit während eines anderen Jahres auf Platz 1 der Charts verbrachten, werden hier nicht aufgeführt.
1. Robbie Williams – Escapology (6 Wochen)
2. Red Hot Chili Peppers – By the Way; Eminem – The Eminem Show (jeweils 5 Wochen)
3. Céline Dion – A New Day Has Come (4 Wochen)

Alle Nummer-eins-Hits und die Hits des Jahres

### Vereinigte Staaten
| Singles                           | Position | Alben                                                |
| --------------------------------- | -------- | ---------------------------------------------------- |
|                                   |          |                                                      |
| How You Remind Me Nickelback      | 1        | The Eminem Show Eminem                               |
| Foolish Ashanti                   | 2        | Weathered Creed                                      |
| Hot in Herre Nelly                | 3        | Nellyville Nelly                                     |
| Dilemma Nelly feat. Kelly Rowland | 4        | M!ssundaztood Pink                                   |
| Wherever You Will Go The Calling  | 5        | Hybrid Theory Linkin Park                            |
| A Thousand Miles Vanessa Carlton  | 6        | O Brother, Where Art Thou? Original Soundtrack Album |
| In the End Linkin Park            | 7        | Silver Side Up Nickelback                            |
| What’s Luv? Fat Joe feat. Ashanti | 8        | Britney Britney Spears                               |
| U Got It Bad Usher                | 9        | Now 8 Various Artists                                |
| Blurry Puddle of Mudd             | 10       | Word of Mouf Ludacris                                |

Die längsten Nummer-eins-Singles
Lieder, die die meiste Zeit während eines anderen Jahres auf Platz 1 der Charts verbrachten, werden hier nicht aufgeführt.
1. Nelly feat. Kelly Rowland – Dilemma; Ashanti – Foolish (jeweils 10 Wochen)
2. Eminem – Lose Yourself (8 Wochen)
3. Nelly – Hot In Herre (7 Wochen)

Die längsten Nummer-eins-Alben
Alben, die die meiste Zeit während eines anderen Jahres auf Platz 1 der Charts verbrachten, werden hier nicht aufgeführt.
1. Eminem – The Eminem Show (6 Wochen)
2. Creed – Weathered; (5 Wochen)
3. Alan Jackson – Drive (4 Wochen)

Alle Nummer-eins-Hits und die Hits des Jahres

### Charts in weiteren Ländern
Siehe auch: Nummer-eins-Hits 2002 in  Australien, Belgien, Dänemark, Deutschland, Finnland, Frankreich, Griechenland, Irland, Italien, Japan, Kanada, Mexiko, Neuseeland, den Niederlanden, Norwegen, Österreich, Polen, Portugal, Rumänien, Schweden, der Schweiz, Singapur, Spanien, Ungarn, den Vereinigten Staaten und im Vereinigten Königreich.

## Musikpreise und Ehrungen
- Grammy Awards 2002: Alicia Keys, U2, Bob Dylan u. a.
- MTV Video Music Awards 2002: Eminem, Pink, No Doubt u. a.

### Musikwettbewerbe und Castingshows
Eurovision Song Contest
1. Marie N: I Wanna
2. Ira Losco: 7th Wonder
3. Jessica Garlick: Come Back
4. Sahlene: Runaway
5. Sandrine François: Il faut du temps (Je me battrai pour ça)

## Musikfestivals und -tourneen
- Coldplay – A Rush of Blood to the Head Tour
- Linkin Park – Projekt Revolution Tour
- Prince – One Nite Alone Tour
- Shakira – Tour of the Mongoose
- U2 – Elevation Tour
- Yes – Full Circle Tour

## Gründungen und Auflösungen

### Gründungen
- Cascada – deutsche Musikgruppe
- Dead Sara – US-amerikanische Alternative-Rock-/Grunge-Band aus Los Angeles, gegründet als Epiphany
- Depended – deutsche Rockband
- FripSide – Musikprojekt des Komponisten Satoshi „Sat“ Yaginuma und der Sängerin Nao
- Kick Axe – kanadische Heavy-Metal- und Hard-Rock-Band (Reunion)
- Ling Tosite Sigure – japanische Rockband
- Maag Music & Arts – Theaterbetreiber und Organisator von Musicals, Konzerten und Ausstellungen in Zürich
- MGMT – US-amerikanische Indietronic-Band aus New York, gegründet als The Management
- NamNamBulu – Schweizer Synthiepop-Duo
- Pirate Records – deutsches Musiklabel mit Sitz in München
- Zuhause – deutsche Indie-Pop-Band aus Hamburg

### Auflösungen
- Matthias’ soundworld – deutsche Noise-Pop-Band aus Leipzig
- Triple S – deutsches Tanzprojekt im Eurohouse-Stil

## Neuveröffentlichungen (Auswahl)

### Lieder und Kompositionen
| Lied                             | Text | Musik | Erstinterpret                                      | Label                                | Veröffentlichung   | Genre                               | Album                                    | Weitere Informationen                                                    |
| -------------------------------- | --- | --- | -------------------------------------------------- | ------------------------------------ | ------------------ | ----------------------------------- | ---------------------------------------- | ------------------------------------------------------------------------ |
| A Kiss at the End of the Rainbow | Michael McKean, Annette O’Toole                                                                                               | Michael McKean, Annette O’Toole                                                                                               | Mitch & Mickey                                     |                                      | 2002               | Folk, Filmsong                      |                                          | Lied für den Film A Mighty Wind                                          |
| A Thousand Miles                 | Vanessa Carlton | Vanessa Carlton | Vanessa Carlton                                    |                                      | 12. Februar 2002   | Pop                                 | Be Not Nobody                            |                                                                          |
| Any Road                         | George Harrison | George Harrison | George Harrison                                    | Dark Horse Records, Parlophone, EMI  | 18. November 2002  | Pop                                 | Brainwashed                              |                                                                          |
| Breathe                          | Andrea Martin, Ivan Matias, Richard Bembery, Melvin Bradford, Stefon Harris, Alvin Joiner, Marshall Mathers, Charles Aznavour | Andrea Martin, Ivan Matias, Richard Bembery, Melvin Bradford, Stefon Harris, Alvin Joiner, Marshall Mathers, Charles Aznavour | Blu Cantrell feat. Sean Paul                       |                                      | 18. November 2002  | Contemporary R&B, Hip-Hop           | Bittersweet                              |                                                                          |
| Complicated                      | Lauren Christy, Graham Edwards, Avril Lavigne, Scott Spock                                                                    | Lauren Christy, Graham Edwards, Avril Lavigne, Scott Spock                                                                    | Avril Lavigne                                      | Arista Records                       | 11. März 2002      | Pop-Rock                            | Let Go                                   |                                                                          |
| Darkness                         | Peter Gabriel | Peter Gabriel | Peter Gabriel                                      | Real World Records                   | 23. September 2002 | Artrock, Popmusik, Progressive Rock | Up                                       |                                                                          |
| Die Another Day                  | Madonna Ciccone, Mirwais Ahmadzaï                                                                                             | Madonna Ciccone, Mirwais Ahmadzaï                                                                                             | Madonna                                            | Warner Bros. Records                 | 22. Oktober 2002   | Dance-Pop, Electroclash             | Die Another Day (O.S.T.) • American Life |                                                                          |
| Engel                            | Alvah Israel, Hans Wegemund                                                                                                   | Alvah Israel, Hans Wegemund                                                                                                   | Ben feat. Gim                                      | Das Musiklabel                       | 14. Januar 2002    | Pop                                 | Hörproben                                |                                                                          |
| Gebt das Hanf frei!              | Stefan Raab | Stefan Raab | Stefan Raab feat. Shaggy                           | Rare (Raab Records)                  | 25. November 2002  | Reggae, Pop                         |                                          |                                                                          |
| Get Low                          | Jonathan Smith, Eric Jackson, Deongelo Holmes, Sammie Norris                                                                  | Jonathan Smith, Eric Jackson, Deongelo Holmes, Sammie Norris                                                                  | Lil Jon & The East Side Boyz feat. Ying Yang Twins |                                      | 8. Oktober 2002    | Hip-Hop, Crunk, Dirty Rap           | Kings of Crunk                           |                                                                          |
| Hot in Herre                     | Nelly | Chad Hugo, Pharrell Williams                                                                                                  | Nelly                                              | Universal                            | 16. April 2002     | Hip-Hop                             | Nellyville                               |                                                                          |
| I Move On                        | Fred Ebb, John Kander | Fred Ebb, John Kander | Catherine Zeta-Jones & Renée Zellweger             |                                      | 2002               | Filmsong                            |                                          | Lied für den Film Chicago                                                |
| In My Place                      | Guy Berryman, Jonny Buckland, Will Champion, Chris Martin                                                                     | Guy Berryman, Jonny Buckland, Will Champion, Chris Martin                                                                     | Coldplay                                           | Parlophone                           | 2. August 2002     | Alternative-Rock                    | A Rush of Blood to the Head              |                                                                          |
| I’m Alive                        | Kristian Lundin, Andreas Carlsson                                                                                             | Kristian Lundin, Andreas Carlsson                                                                                             | Céline Dion                                        | Columbia Records                     | 25. März 2002      | Pop                                 | A New Day Has Come                       |                                                                          |
| I’m Gonna Getcha Good!           | Robert Lange, Shania Twain | Robert Lange, Shania Twain | Shania Twain                                       | Mercury Records                      | 7. Oktober 2002    | Country, Pop                        | Up!                                      |                                                                          |
| Just a Little                    | Michelle Escoffery, George Hammond Hagan, John Hammond Hagan                                                                  | Michelle Escoffery, George Hammond Hagan, John Hammond Hagan                                                                  | Liberty X                                          |                                      | 13. Mai 2002       | Pop                                 | Thinking It Over                         |                                                                          |
| More Than This                   | Peter Gabriel | Peter Gabriel | Peter Gabriel                                      | Real World Records                   | 23. September 2002 | Artrock, Popmusik, Progressive Rock | Up                                       |                                                                          |
| Reign                            | Jeffrey Atkins, Irving Lorenzo, 7 Aurelius, David Paich, Jeff Porcaro                                                         | Jeffrey Atkins, Irving Lorenzo, 7 Aurelius, David Paich, Jeff Porcaro                                                         | Ja Rule feat. Celeste                              |                                      | 19. November 2002  | Hip-Hop                             | The Last Temptation                      |                                                                          |
| Rock Your Body                   | Chad Hugo, Justin Timberlake, Pharrell Williams                                                                               | Chad Hugo, Justin Timberlake, Pharrell Williams                                                                               | Justin Timberlake                                  | Jive Records                         | 4. November 2002   | Pop                                 | Justified                                |                                                                          |
| Sky Blue                         | Peter Gabriel | Peter Gabriel | Peter Gabriel                                      | Real World Records                   | 23. September 2002 | Artrock, Popmusik, Progressive Rock | Up                                       |                                                                          |
| Sound of the Underground         | Miranda Cooper, Brian Higgins, Niara Scarlett                                                                                 | Miranda Cooper, Brian Higgins, Niara Scarlett                                                                                 | Girls Aloud                                        | Polydor                              | 16. Dezember 2002  | Pop                                 | Sound of the Underground                 |                                                                          |
| The Barry Williams Show          | Peter Gabriel | Peter Gabriel | Peter Gabriel                                      | Real World Records                   | 9. September 2002  | Artrock, Popmusik, Progressive Rock | Up                                       |                                                                          |
| The Hands That Built America     | Adam Clayton, David Evans, Paul Hewson, Larry Mullen junior                                                                   | Adam Clayton, David Evans, Paul Hewson, Larry Mullen junior                                                                   | U2                                                 |                                      | 2002               | Rock                                |                                          | Von The Edge produzierter Filmsong für den Film Gangs of New York(2002). |
| The Zephyr Song                  | Michael Balzary, John Frusciante, Anthony Kiedis, Chad Smith                                                                  | Michael Balzary, John Frusciante, Anthony Kiedis, Chad Smith                                                                  | Red Hot Chili Peppers                              | Warner Bros. Records                 | 8. Juli 2002       | Rock                                | By the Way                               |                                                                          |
| Whenever, Wherever               | Shakira, Tim Mitchell, Gloria Estefan                                                                                         | Shakira, Tim Mitchell | Shakira                                            | Epic Records                         | 27. August 2002    | Latin Pop, Worldbeat                | Laundry Service                          |                                                                          |
| Without Me                       | M. Mathers, K. Bell, J. Bass, M. McLaren, A. Dudley, D. Horn                                                                  | Eminem, Jeff Bass (Co) | Eminem                                             | Shady Records, Aftermath, Interscope | 21. Mai 2002       | Hip-Hop                             | The Eminem Show                          |                                                                          |

### Alben
| Album                       | Interpret                                                | Label                       | Veröffentlichung   | Genre                                    | Weitere Informationen |
| --------------------------- | -------------------------------------------------------- | --------------------------- | ------------------ | ---------------------------------------- | --------------------- |
| A New Day Has Come          | Celine Dion                                              | Columbia Records            | 25. März 2002      | Pop                                      |                       |
| A Rush of Blood to the Head | Coldplay                                                 | Parlophone                  | 12. August 2002    | Alternative Rock                         |                       |
| Aria                        | Gianna Nannini                                           | Universal Music Group       | Mai 2002           | Rock                                     |                       |
| Crazy World                 | Kisha                                                    | Ariola                      | 10. März 2002      | Pop                                      |                       |
| Die gute Seite              | Sportfreunde Stiller                                     | Motor, Universal            | 2. April 2002      | Rock, Alternative                        |                       |
| Effet Papillon              | Christophe Berthet und Vinz Vonlanthen                   | Unit Records                | Februar 2002       | Jazz, Neue Improvisationsmusik           |                       |
| Es lebe das Laster          | Udo Jürgens                                              | Ariola                      | 30. September 2002 | Schlager                                 |                       |
| Four in the Afternoon       | Tony Wren, Larry Stabbins, Howard Riley und Mark Sanders | Emanem                      | 2002               | Jazz, Neue Improvisationsmusik           |                       |
| Hammered                    | Motörhead                                                | Metal-Is/Sanctuary Records  | 9. April 2002      | Heavy Metal                              |                       |
| Heathen                     | David Bowie                                              | Columbia Records            | 10. Juni 2002      | Art Rock, Artpop                         |                       |
| Heathen Chemistry           | Oasis                                                    | Epic/Sony BMG, Big Brother  | 1. Juli 2002       | Britpop                                  |                       |
| Let Go                      | Avril Lavigne                                            | Arista Records              | 4. Juni 2002       | Pop-Rock                                 |                       |
| Nellyville                  | Nelly                                                    | Universal Records, Fo’ Reel | 24. Juni 2002      | Hip-Hop, Contemporary R&B                |                       |
| One by One                  | Foo Fighters                                             | RCA Records                 | 22. Oktober 2002   | Alternative Rock, Post-Grunge, Hard Rock |                       |
| One Nite Alone …            | Prince                                                   | NPG Records                 | 14. Mai 2002       | Contemporary R&B, Pop                    |                       |
| One Nite Alone … Live!      | Prince                                                   | MP Media, NPG Records       | 24. November 2002  | R&B, Funk, Jazz, Pop, Rock               | Livealbum             |
| Scarlet’s Walk              | Tori Amos                                                | Epic Records                | 28. Oktober 2002   | Alternative Rock, Pop-Rock               |                       |
| Solange man liebt           | Nino de Angelo                                           | Sony Music Entertainment    | 18. Februar 2002   | Schlager                                 |                       |
| Steal This Album!           | System of a Down                                         | American Recordings         | 26. Oktober 2002   | Alternative Metal, Nu Metal              |                       |
| Stripped                    | Christina Aguilera                                       | RCA Records                 | 25. Oktober 2002   | Pop, Contemporary R&B, Soul              |                       |
| Tausendmal stärker          | Stefanie Hertel                                          | Montana Records             | 15. Februar 2002   | Volkstümliche Musik                      |                       |
| Thanatos                    | Relatives Menschsein                                     | Alice in …                  | 15. Juli 2002      | Neue Deutsche Todeskunst                 |                       |
| The Process of Belief       | Bad Religion                                             | Epitaph Records             | 21. Januar 2002    | Melodic Hardcore                         |                       |
| Vaterland live 01/02        | Konstantin Wecker                                        | BMG Globeart Musicon        | 2002               | Chanson, Liedermacher                    |                       |
| Victory                     | Modern Talking                                           | BMG, Hansa Records          | 18. März 2002      | Synthiepop, Europop                      |                       |

## Geboren

### Januar bis Juni
- 01. Januar: Tusse, schwedischer Popsänger
- 15. Januar: Samira, deutschsprachige Sängerin mit deutschen und aramäischen Wurzeln
- 20. Januar: Joshua Colley, US-amerikanischer Schauspieler und Musicaldarsteller
- 22. Januar: Elyanna, palästinensisch-chilenische Musikerin
- 02. Februar: Soni Bringas, US-amerikanische Schauspielerin und Tänzerin
- 11. Februar: Antoon, niederländischer Sänger
- 14. Februar: Şahin Kendirci, türkischer Schauspieler und Musiker
- 19. Februar: Helena, belgische Singer-Songwriterin
- 21. Februar: Marcus & Martinus, norwegisches Musikduo
- 06. März: Pierre Garnier, französischer Sänger
- 10. März: Mara Romei, österreichische Schauspielerin und Singer-Songwriterin
- 28. April: Adrianna Di Liello, kanadische Schauspielerin und Tänzerin
- 29. April: Džejla Ramović, bosnisch-herzegowinische Sängerin
- 09. Mai: Cree Cicchino, US-amerikanische Schauspielerin und Tänzerin
- 10. Mai: Cassandra Mae Spittmann, deutsche Singer-Songwriterin
- 11. Mai: Lukas Oscar, österreichischer Singer-Songwriter
- 14. Mai: Mariam Schengelia, georgische Sängerin
- 23. Mai: Malva, deutsche Musikerin, Komponistin und Singer-Songwriterin
- 14. Juni: Ayra Starr, nigerianische R&B-Sängerin

### Juli bis Dezember
- 03. Juli: Loi, deutsche Sängerin
- 07. Juni: Caity Baser, britische Popsängerin
- 23. Juli: Benjamin Flores, Jr., amerikanischer Schauspieler und Rapper
- 23. Juli: Lumix, österreichisch-italienischer DJ und Musikproduzent
- 04. August: Alan Rankin Jones, US-amerikanischer Jazzmusiker (Piano, Komposition) († 1945)
- 06. August: Nessa Barrett, US-amerikanische Sängerin
- 15. August: Blok3, türkischer Rapper
- 18. August: Klavdia, griechische Sängerin
- 29. August: Destiny Chukunyere, maltesische Sängerin
- 05. September: Alika, estnische Sängerin
- 05. September: Einár, schwedischer Rapper († 2021)
- 05. September: Alessandra Mele, italienisch-norwegische Sängerin
- 10. September: Kanon Takao, japanische Synchronsprecherin (Seiyū) und Musikerin
- 17. September: ZENA, belarussische Sängerin, Moderatorin, Synchronsprecherin und Filmschauspielerin
- 30. September: Maddie Ziegler, US-amerikanische Tänzerin, Schauspielerin und Model
- 02. Oktober: Jacob Sartorius, US-amerikanischer Popsänger und Influencer
- 06. Oktober: Rio Mangini, US-amerikanischer Schauspieler, Pianist und Synchronsprecher
- 06. Oktober: Cleopatra Stratan, moldawische Sängerin
- 05. November: Fablo (DJ), deutscher DJ und Musikproduzent
- 17. Dezember: Stefania Liberakakis, griechisch-niederländische Sängerin und Schauspielerin
- 22. Dezember: Manizha Talash, afghanische Breakdancerin
- 31. Dezember: Casar, deutscher Rapper

### Genaues Geburtsdatum unbekannt
- Noel Andre, deutsch-kongolesischer Sänger und Songwriter
- Aymen, deutscher Rapper und Songwriter
- Miral Ayyad, palästinensische Sängerin
- Babasha, rumänischer Manele-Sänger
- Roman Borisov, russischer Pianist
- Arthur Clees, luxemburgischer Jazzmusiker (Vibraphon, Komposition)
- Anna Rosa Döller, österreichische Musicaldarstellerin und Musikerin
- Kevin Haugan, norwegischer Schauspieler, Tänzer und Sänger
- Hayd Hayden Hubers, US-amerikanischer Musiker, Sänger und Songwriter
- Sosa La M, deutscher Rapper
- Elisabeth Thomashoff, deutsche Schauspielerin und Pianistin
- Zoe Wees, deutsche Sängerin

## Gestorben

### Januar
- 03. Januar: Juan García Esquivel, mexikanischer Musiker, Bandleader und Filmkomponist (* 1918)
- 03. Januar: Cortland Hultberg, US-amerikanisch-kanadischer Musikpädagoge, Chorleiter und Komponist (* 1931)
- 04. Januar: Maria Bergmann, deutsche Pianistin (* 1918)
- 04. Januar: Ada Falcón, argentinische Tango-Sängerin und Filmschauspielerin (* 1905)
- 06. Januar: Mario Nascimbene, italienischer Komponist (* 1913)
- 06. Januar: Gisela Sott, deutsche Pianistin und Klavierpädagogin (* 1911)
- 08. Januar: David McWilliams, nordirischer Sänger, Songwriter und Gitarrist (* 1945)
- 09. Januar: Klaus-Ekkehard Ibe, deutscher Organist, Kantor, Dirigent und Hochschullehrer (* 1930)
- 09. Januar: Eddie Zack, US-amerikanischer Country-Musiker (* 1922)
- 11. Januar: Gene Dinwiddie, US-amerikanischer Blues-Saxophonist (* 1936)
- 12. Januar: Oleg Grigorjewitsch Jantschenko, russischer Organist, Komponist und Dirigent (* 1939)
- 13. Januar: Kurt Brüggemann, deutscher Komponist, Dirigent und Musikpädagoge (* 1908)
- 13. Januar: Samuel Dolin, kanadischer Komponist und Musikpädagoge (* 1917)
- 13. Januar: Amparo Montes, mexikanische Sängerin (* 1925)
- 14. Januar: Eddie Jackson, US-amerikanischer Country- und Rockabilly-Sänger (* 1926)
- 15. Januar: Keizō Inoue, japanischer Jazz- und Improvisationsmusiker (Alt- und Sopransaxophon, Klarinette) (* 1922)
- 16. Januar: Ron Taylor, US-amerikanischer Schauspieler und Sänger (* 1952)
- 17. Januar: Jan Bulank, sorbischer Komponist und Chordirigent (* 1931)
- 17. Januar: Eddie Meduza, schwedischer Komponist, Liedtexter, Komiker, Sänger und Musiker (* 1948)
- 17. Januar: Wojciech Skowroński, polnischer Sänger und Pianist (* 1941)
- 17. Januar: Héctor Tosar, uruguayischer Komponist, Dirigent und Pianist (* 1923)
- 18. Januar: Cövdət Hacıyev, aserbaidschanischer Komponist (* 1917)
- 20. Januar: John Jackson, US-amerikanischer Musiker (* 1924)
- 20. Januar: Iwan Karabyz, ukrainischer Komponist und Dirigent (* 1945)
- 21. Januar: Peggy Lee, US-amerikanische Sängerin, Songwriterin sowie Schauspielerin (* 1920)
- 22. Januar: Peter Bardens, britischer Rockmusiker (* 1944 oder 1945)
- 24. Januar: Igor Kipnis, US-amerikanischer Cembalist (* 1930)
- 27. Januar: Alain Vanzo, französischer Opernsänger (Tenor) und Komponist (* 1928)
- 29. Januar: Heinz Hennig, deutscher Musikpädagoge und Chorleiter (* 1927)
- 29. Januar: Andy Kulberg, US-amerikanischer Rockmusiker (Querflöte, Bass) und Produzent (* 1944)
- 29. Januar: Berto Pisano, italienischer Komponist und Dirigent (* 1928)
- 30. Januar: Carlo Karges, deutscher Musiker (* 1951)

### Februar
- 01. Februar: Streamline Ewing, US-amerikanischer Jazz-Posaunist (* 1917)
- 01. Februar: Hildegard Knef, deutsche Schauspielerin, Synchronsprecherin, Chansonsängerin und Autorin (* 1925)
- 02. Februar: Remo Palmieri, US-amerikanischer Jazz- und Swing-Gitarrist (* 1923)
- 04. Februar: Abie Ames, US-amerikanischer Jazz-, Blues- und Boogie-Woogiepianist (* 1918)
- 04. Februar: Hugo Baralis, argentinischer Tangomusiker, Geiger, Arrangeur und Bandleader (* 1914)
- 05. Februar: Heimar Ilves, estnischer Komponist (* 1914)
- 06. Februar: Wendell Marshall, US-amerikanischer Jazz-Bassist (* 1920)
- 07. Februar: Walter Bolden, US-amerikanischer Jazz-Schlagzeuger, Arrangeur und Komponist (* 1925)
- 07. Februar: Carlos Díaz, kubanischer Sänger (* 1930)
- 07. Februar: Dennis Herrold, US-amerikanischer Rockabilly-Musiker (* 1927)
- 07. Februar: Alexander Meyer von Bremen, deutscher Pianist, Komponist, Arrangeur und Musikpädagoge (* 1930)
- 08. Februar: Nick Brignola, US-amerikanischer Jazz-Baritonsaxophonist (* 1936)
- 10. Februar: Akira Ishikawa, japanischer Jazzmusiker (Schlagzeug) und Bandleader (* 1934)
- 10. Februar: Dave Van Ronk, US-amerikanischer Gitarrist, Sänger und Songschreiber (* 1936)
- 12. Februar: Räto Tschupp, Schweizer Dirigent (* 1929)
- 13. Februar: Waylon Jennings, US-amerikanischer Country-Sänger und -Musiker (* 1937)
- 14. Februar: John Stevens, britischer Musikhistoriker und Anglist (* 1921)
- 14. Februar: Mick Tucker, britischer Schlagzeuger (The Sweet) (* 1947)
- 14. Februar: Günter Wand, deutscher Dirigent (* 1912)
- 15. Februar: Kevin Smith, neuseeländischer Filmschauspieler und Rockmusiker (* 1963)
- 16. Februar: Billy Ward, US-amerikanischer Songschreiber, Arrangeur, Bandleader, Sänger und Pianist (* 1921)
- 18. Februar: Natan Jefimowitsch Perelman, sowjetischer Pianist und Musikpädagoge (* 1906)
- 19. Februar: Wolfgang Roscher, deutscher Musikpädagoge (* 1927)
- 21. Februar: Hamlet Lima Quintana, argentinischer Dichter, Sänger, Komponist und Maler (* 1923)
- 21. Februar: Jorge Valdez, argentinischer Tangosänger (* 1932)
- 22. Februar: Ronnie Verrell, englischer Jazzschlagzeuger (* 1926)
- 24. Februar: Arthur Lyman, US-amerikanischer Jazz-Vibraphonist und Marimba-Spieler (* 1932)
- 24. Februar: Leo Ornstein, russischer Pianist und Komponist (* 1892)
- 24. Februar: Mel Stewart, US-amerikanischer Schauspieler, Musiker und Lehrer (* 1929)
- 25. Februar: Joe Gardner, US-amerikanischer Jazztrompeter und Arrangeur (* 1943)
- 26. Februar: Oskar Sala, deutscher Komponist (* 1910)
- 27. Februar: Spike Milligan, britisch-irischer Komiker, Schriftsteller, Dichter, Schauspieler und Jazzmusiker (Trompete, Gitarre) (* 1918)
- 28. Februar: Helmut Zacharias, deutscher Violinist, Dirigent und Komponist (* 1920)
- 00. Februar: Camille Andréa, kanadische Songwriterin (* 1909)

### März
- 01. März: Donnie Bowshier, US-amerikanischer Country- und Rockabilly-Musiker (* 1937)
- 02. März: Igo Hofstetter, österreichischer Operetten-Komponist (* 1926)
- 03. März: Harlan Howard, US-amerikanischer Country-Musiker und Komponist (* 1927)
- 03. März: Earl Bernard Murray, US-amerikanischer Trompeter und Dirigent (* 1926)
- 04. März: Malcolm Pinson, US-amerikanischer Jazzschlagzeuger (* 1941)
- 06. März: Oliver Johnson, US-amerikanischer Jazzschlagzeuger (* 1944)
- 07. März: Jansug Kakhidze, georgischer Dirigent (* 1935)
- 09. März: Normand Lockwood, US-amerikanischer Komponist und Musikpädagoge (* 1906)
- 10. März: Shirley Scott, US-amerikanische Jazzorganistin (* 1934)
- 15. März: Bjørn Ianke, norwegischer klassischer Kontrabassist (* 1948)
- 16. März: Black So Man, burkinischer Reggae-Musiker (* 1966)
- 16. März: Ray Doggett, US-amerikanischer Rockabilly-Musiker, Songwriter und Produzent (* 1936)
- 16. März: Edmonia Jarrett, US-amerikanische Jazzsängerin und Schauspielerin (* 1933)
- 18. März: Gösta Winbergh, schwedischer Opernsänger (Tenor) (* 1943)
- 19. März: John Patton, US-amerikanischer Hardbop- und Soul-Jazz-Organist (* 1935)
- 19. März: Erkki Salmenhaara, finnischer Komponist und Musikwissenschaftler (* 1941)
- 22. März: Rudolf Baumgartner, Schweizer Violinist, Dirigent (* 1917)
- 23. März: Eileen Farrell, US-amerikanische Opernsängerin (Sopran) (* 1920)
- 24. März: Dorothy DeLay, US-amerikanische Violinpädagogin (* 1917)
- 25. März: Josef Michel, deutscher Kirchenmusiker und Komponist (* 1928)
- 26. März: Randy Castillo, US-amerikanischer Schlagzeuger (* 1950)
- 30. März: Yara Bernette, brasilianische Pianistin und Musikpädagogin (* 1920)
- 30. März: Benjamin Harkarvy, US-amerikanischer Tanzlehrer, Ballettmeister und Choreograph (* 1930)
- 31. März: Lucio San Pedro, philippinischer Komponist und Musikpädagoge (* 1913)

### April
- 02. April: René Franc, französischer Jazzklarinettist und Sopransaxophonist (* 1929)
- 02. April: Hilde Mattauch, deutsch-argentinische Opernsängerin (Sopran) (* 1910)
- 03. April: Frank Tovey, britischer Musiker (* 1956)
- 05. April: Layne Staley, US-amerikanischer Rocksänger und Songwriter (* 1967)
- 05. April: Kim Won-gyun, nordkoreanischer Politiker und Komponist (* 1917)
- 06. April: Kevin Kelley, US-amerikanischer Schlagzeuger (* 1943)
- 07. April: Wolfgang Boetticher, deutscher Musikwissenschaftler und Hochschullehrer (* 1914)
- 07. April: Conny Vandenbos, niederländische Chanson- und Schlagersängerin (* 1937)
- 08. April: Laurel Rose Willson, US-amerikanische Sängerin, Klavierspielerin und Schriftstellerin (* 1941)
- 09. April: Dorothy Love Coates, US-amerikanische Gospelmusikerin (Gesang, Songwriting) (* 1928)
- 09. April: Weldon Irvine, US-amerikanischer Jazzpianist, Komponist und Organist (* 1943)
- 10. April: Iska Geri, deutsche Schauspielerin, Diseuse und Kabarettistin (* 1928)
- 10. April: Walther Haffner, deutscher Kirchenmusiker (* 1925)
- 10. April: Max Leemann, Schweizer Komponist, Dirigent, Trompeter und Musikverleger (* 1932)
- 11. April: Bubba Brooks, US-amerikanischer Rhythm-&-Blues- und Jazzmusiker (Tenorsaxophon) (* 1922)
- 13. April: Scipio Colombo, italienischer Opernsänger (Bariton) (* 1910)
- 15. April: William Reed, britischer Komponist und Pianist (* 1910)
- 16. April: Wolfgang Geri, deutscher Komponist und Pianist (* 1921)
- 16. April: Herbert Wernicke, Opernregisseur, Bühnen- und Kostümbildner (* 1946)
- 17. April: Srul Irving Glick, kanadischer Komponist, Hörfunkproduzent, Dirigent und Lehrer (* 1934)
- 18. April: Cy Laurie, britischer Jazzklarinettist und Bandleader (* 1926)
- 18. April: Erich Robert Sorge, deutscher Kirchenmusiker und Komponist (* 1933)
- 20. April: Francis Lemarque, französischer Liedermacher und Dichter (* 1917)
- 20. April: Pierre Rapsat, belgischer Sänger und Songschreiber (* 1948)
- 24. April: Emil Friedman, tschechischer Geiger, Dirigent und Musikpädagoge (* 1908)
- 25. April: Lisa Lopes, US-amerikanische Sängerin, Rapperin (* 1971)
- 27. April: Guila Bustabo, US-amerikanische Geigerin (* 1916)
- 29. April: Noel DaCosta, US-amerikanischer Komponist, Chorleiter und Violinist (* 1929)
- 29. April: Pete Jacobsen, britischer Jazzpianist (* 1950)
- 30. April: Walter Yonsky, argentinischer Tangosänger (* 1937)

### Mai
- 02. Mai: Kurt Felgner, deutscher Musikpädagoge und Chorleiter (* 1912)
- 03. Mai: Alexander L. Ringer, deutsch-US-amerikanischer Musikwissenschaftler und Hochschullehrer (* 1921)
- 03. Mai: Jewgeni Fjodorowitsch Swetlanow, russischer Dirigent, Komponist und Pianist (* 1928)
- 03. Mai: Helmut Vietze, deutscher Jazz- und Unterhaltungsmusiker (Klarinette, Saxophon, Flöte) (* 1925)
- 06. Mai: Murray Adaskin, kanadischer Komponist, Geiger, Dirigent und Musikpädagoge (* 1906)
- 06. Mai: Otis Blackwell, US-amerikanischer Songschreiber, Sänger und Pianist (* 1931)
- 06. Mai: Bjørn Johansen, norwegischer Saxophonist (Tenor-, Sopran-, Bariton- und Altsaxophon) und Flötist (* 1940)
- 07. Mai: Joe Luga, deutscher Sänger und Kabarettist (* 1920)
- 07. Mai: Xavier Montsalvatge, spanischer Komponist und Musikkritiker (* 1912)
- 09. Mai: Leon Stein, US-amerikanischer jüdischer Komponist, Dirigent und Musikwissenschaftler (* 1910)
- 10. Mai: Bogna Sokorska, polnische Opernsängerin (Koloratursopran) (* 1927)
- 13. Mai: Eberhard Katz, deutscher Opernsänger (* 1928)
- 16. Mai: Ida Boros, ungarische Sängerin und Schauspielerin (* 1923)
- 17. Mai: Mahzuni Şerif, alevitisch-türkischer Dichter, Sänger, Komponist und Musiker (* 1939)
- 17. Mai: Sharon Sheeley, US-amerikanische Songschreiberin (* 1940)
- 17. Mai: Little Johnny Taylor, US-amerikanischer Blues- und Soul-Sänger (* 1943)
- 18. Mai: Wolfgang Schneiderhan, österreichischer Violinist und Konzertmeister (* 1915)
- 18. Mai: Bin Kaneda, japanischer Komponist und Professor (* 1935)
- 19. Mai: Hans Posegga, deutscher Komponist, Pianist und Dirigent (* 1917)
- 20. Mai: Jorge Argentino Fernández, argentinischer Bandoneonist, Bandleader und Tangokomponist (* 1915)
- 20. Mai: Sándor Kónya, ungarischer Opernsänger (Tenor) und Hochschullehrer (* 1923)
- 22. Mai: Hermann Kahlenbach, deutscher Komponist und Arrangeur (* 1929)
- 23. Mai: Umberto Bindi, italienischer Cantautore (Liedermacher) (* 1932)
- 23. Mai: Vladimír Karbusický, tschechischer Musikwissenschaftler (* 1925)
- 24. Mai: Susie Garrett, US-amerikanische Schauspielerin und Sängerin (* 1929)
- 28. Mai: Jean Berger, deutsch-US-amerikanischer Pianist, Komponist, Musikwissenschaftler und Musikerzieher (* 1909)
- 29. Mai: Gerhard Lampersberg, österreichischer Komponist und Autor (* 1928)
- 30. Mai: Walter Laird, britischer Tänzer (* 1920)

### Juni
- 02. Juni: Boyd Bennett, US-amerikanischer Songwriter, Schlagzeuger und Rock-’n’-Roll-Sänger (* 1924)
- 02. Juni: José María Cervera Lloret, spanischer Komponist, Musikpädagoge und Dirigent (* 1910)
- 04. Juni: Cliff Gleaves, US-amerikanischer Rockabilly-Musiker und DJ (* 1929)
- 05. Juni: Curtis Amy, US-amerikanischer Tenor- und Sopransaxophonist und Flötist (* 1929)
- 05. Juni: Carlos Berlanga, spanischer Popmusiker (* 1959)
- 05. Juni: Michel Bernholc, französischer Musiker, Komponist, Arrangeur und Produzent (* 1941)
- 05. Juni: Truck Parham, US-amerikanischer Jazzbassist (* 1911)
- 05. Juni: Dee Dee Ramone, deutsch-US-amerikanischer Musiker, Songwriter, Buchautor und Maler (* 1951)
- 06. Juni: Robbin Crosby, US-amerikanischer Gitarrist und Songwriter (* 1959)
- 08. Juni: Ray Alexander, US-amerikanischer Jazzmusiker (Vibraphon, Schlagzeug, Piano) (* 1925)
- 09. Juni: Elena Burke, kubanische Sängerin (* 1928)
- 09. Juni: Lito Peña, puerto-ricanischer Saxophonist, Bandleader, Komponist und Arrangeur (* 1921)
- 13. Juni: Hubert Bradel, deutscher Hornist (* 1920)
- 13. Juni: Ralph Shapey, US-amerikanischer Dirigent und Komponist (* 1921)
- 20. Juni: Carlo Savina, italienischer Dirigent und Filmkomponist (* 1919)
- 21. Juni: Matt Dennis, US-amerikanischer Jazzpianist, Sänger, Arrangeur und Songwriter (* 1914)
- 22. Juni: Conrad Hansen, deutscher Pianist und Klavierpädagoge (* 1906)
- 24. Juni: Joe Derise, US-amerikanischer Jazzsänger, Gitarrist, Pianist und Arrangeur (* 1925 oder 1926)
- 24. Juni: Gotthold Ludwig Richter, deutscher Komponist (* 1903)
- 25. Juni: Fips Fleischer, deutscher Jazzmusiker und Komponist (* 1923)
- 27. Juni: John Entwistle, britischer Rockmusiker (* 1944)
- 27. Juni: Russ Freeman, US-amerikanischer Jazzmusiker (Piano, Komposition) und Musikproduzent (* 1926)
- 27. Juni: Konrad Meister, deutscher Pianist und Hochschullehrer (* 1930)
- 29. Juni: Edmund Anderson, US-amerikanischer Liedtexter und Musikproduzent (* 1912)
- 29. Juni: Rosemary Clooney, US-amerikanische Pop- und Jazzsängerin sowie Schauspielerin (* 1928)
- 30. Juni: Richard Allen, afroamerikanischer Studiomusiker (* 1932)
- 30. Juni: Paul Schneider, deutscher Organist und Hochschulprofessor (* 1920)

### Juli
- 01. Juli: Michail Wladimirowitsch Krug, russischer Singer-Songwriter (* 1962)
- 01. Juli: Reinhold Portisch, österreichischer Komponist, Musikpädagoge und Musikmanager (* 1930)
- 02. Juli: Earle Brown, US-amerikanischer Komponist (* 1926)
- 02. Juli: Ray Brown, US-amerikanischer Jazzbassist (* 1926)
- 02. Juli: Jean-Yves Daniel-Lesur, französischer Komponist und Organist (* 1908)
- 03. Juli: Łucja Prus, polnische Sängerin (* 1942)
- 04. Juli: Gerald Bales, kanadischer Organist, Pianist, Komponist, Chorleiter und Musikpädagoge (* 1919)
- 05. Juli: Harold Dejan, US-amerikanischer Jazzsaxophonist und Bandleader (* 1909)
- 05. Juli: Katy Jurado, mexikanische Schauspielerin und Sängerin (* 1924)
- 06. Juli: Jimmie Lee Robinson, US-amerikanischer Bluesmusiker (Gitarre, Bass, Gesang) (* 1931)
- 07. Juni: Ray Foxley, britischer Jazzpianist und Arrangeur (* 1928)
- 08. Juni: Ward Kimball, US-amerikanischer Regisseur und Trickfilm-Animator sowie Jazzposaunist und Bandleader (* 1914)
- 10. Juni: Alan Shulman, US-amerikanischer Komponist und Cellist (* 1915)
- 11. Juni: Erni Bieler, österreichische Jazz- und Schlagersängerin (* 1925)
- 11. Juni: Rosco Gordon, US-amerikanischer Bluespianist und Sänger (* 1928)
- 11. Juni: Antoine Reboulot, französisch-kanadischer Organist (* 1914)
- 13. Juni: Jerry Fuller, kanadischer Jazz-Schlagzeuger (* 1939)
- 14. Juni: Carlos Fariñas, kubanischer Komponist (* 1934)
- 15. Juni: Barbara Randolph, US-amerikanische Soul-Sängerin und Schauspielerin (* 1942)
- 16. Juni: Lívia Dobay, ungarische Opernsängerin (Sopran) (* 1912)
- 17. Juni: Arthur Lee Maye, amerikanischer Doo-Wop-Sänger und Baseballspieler (* 1934)
- 19. Juni: Alan Lomax, US-amerikanischer Folklore- und Musikforscher (* 1915)
- 20. Juli: Jimmy Maxwell, US-amerikanischer Trompeter (* 1917)
- 21. Juli: Gus Dudgeon, britischer Musikproduzent (* 1942)
- 22. Juli: Josep Maria Mestre Miret, katalanischer Komponist und Apotheker (* 1918)
- 22. Juli: Marian Montgomery, US-amerikanische Jazzsängerin (* 1934)
- 23. Juli: Alberto Castillo, argentinischer Tangosänger und Schauspieler (* 1914)
- 23. Juli: Idrees Sulieman, US-amerikanischer Jazztrompeter und Flügelhornist (* 1923)
- 26. Juli: Buddy Baker, US-amerikanischer Komponist (* 1918)
- 26. Juli: Helmut Nier, deutscher Komponist (* 1919)
- 27. Juli: Gotthard Arnér, schwedischer Organist und Musikpädagoge (* 1913)
- 30. Juli: Willy Mattes, österreichischer Komponist, Arrangeur und Dirigent (* 1916)

### August
- 02. August: Roy Kral, US-amerikanischer Jazzpianist, Sänger und Komponist (* 1921)
- 03. August: Jerry Underwood, britischer Tenor- und Sopransaxophonist (* 1956)
- 04. August: Daphne Hellman, amerikanische Jazz- und Easy-Listening-Harfenistin und Philanthrop (* 1915)
- 04. August: Robert Noehren, US-amerikanischer Organist, Orgelbauer und Musikpädagoge (* 1910)
- 05. August: Ron McCroby, US-amerikanischer Jazzmusiker (Flöte, Klarinette) und Kunstpfeifer (* 1934)
- 08. August: Wilber Morris, US-amerikanischer Jazzbassist und Bandleader (* 1937)
- 08. August: Ronnie Stephenson, britischer Jazzschlagzeuger (* 1937)
- 09. August: Bertold Hummel, deutscher Komponist (* 1927)
- 09. August: Peter Matz, US-amerikanischer Komponist, Arrangeur und Orchesterleiter (* 1928)
- 13. August: Hermann Haller, Schweizer Komponist (* 1914)
- 14. August: Larry Rivers, US-amerikanischer Musiker und Künstler (* 1923)
- 14. August: Dave Williams, US-amerikanischer Rocksänger (* 1972)
- 15. August: Klaus Hirte, deutscher Opernsänger (Bariton) (* 1937)
- 16. August: Anton Guadagno, italienischer Dirigent (* 1925)
- 19. August: Eric McLean, kanadischer Journalist und Musikkritiker (* 1919)
- 19. August: Hermann Meier, Schweizer Komponist (* 1906)
- 20. August: Chris Columbus, US-amerikanischer Jazz-Schlagzeuger und Bandleader (* 1902)
- 21. August: Kenneth Abbott, britischer Organist, Chorleiter und Komponist (* 1919)
- 21. August: Josef Haselbach, Schweizer Komponist und Organist (* 1936)
- 22. August: Ernest Majo, deutscher Komponist, Dirigent, Musiker und Professor (* 1916)
- 25. August: William Warfield, US-amerikanischer Musicaldarsteller (Bassbariton) und Gesangspädagoge (* 1920)
- 31. August: Lionel Hampton, US-amerikanischer Jazzmusiker (* 1908)

### September
- 01. September: Katherine Henderson, US-amerikanische Bluessängerin (* 1909)
- 01. September: Karl Kowarik, österreichischer Jazz- und Unterhaltungsmusiker (Altsaxophon, Klarinette) (* 1922)
- 01. September: Turk Van Lake, US-amerikanischer Jazzgitarrist, Komponist, Arrangeur, Autor und Musikpädagoge (* 1918)
- 03. September: Charlie Frazier, US-amerikanischer Jazzmusiker (Tenorsaxophon, Flöte, Klarinette) (* 1907)
- 03. September: Nicolae Neacșu, rumänischer Geiger (* 1924)
- 04. September: Vlado Perlemuter, französischer Pianist (* 1904)
- 05. September: Frank Hewitt, US-amerikanischer Jazzpianist (* 1935)
- 05. September: Charles McGhee, US-amerikanischer Jazztrompeter und Arrangeur (* 1942)
- 05. September: Johannes Nitsch, deutscher Musiker und Sänger (* 1953)
- 07. September: Erma Franklin, US-amerikanische Soul-, R&B- und Popsängerin (* 1938)
- 07. September: Walter Olmos, argentinischer Cuarteto-Sänger (* 1982)
- 14. September: Paul Williams, US-amerikanischer Blues- und Rhythm-and-Blues-Saxophonist, Komponist und Bandleader (* 1915)
- 17. September: Dodo Marmarosa, US-amerikanischer Jazzpianist (* 1925)
- 21. September: Peter Kowald, deutscher Jazzkontrabassist und -tubist (* 1944)
- 22. September: Anthony Milner, britischer Komponist und Musikpädagoge (* 1925)
- 23. September: Claudio Szenkar, deutscher Jazzmusiker (Piano, Vibraphon, Orgel), Songwriter, Arrangeur und Musikproduzent (* 1940)
- 24. September: Tim Rose, US-amerikanischer Folk-Rock-Sänger (* 1940)
- 25. September: Wanda Luzzato, italienische Violinistin und Musikpädagogin (* 1919)
- 25. September: John Preininger, österreichischer Philologe, Archäologe, Schlagzeuger und Schriftsteller (* 1947)
- 25. September: Signe von Scanzoni, deutsche Tänzerin, Sängerin, Schauspielerin und Autorin (* 1915)
- 26. September: Martin Moss, US-amerikanischer Musical-Darsteller (* 1956)
- 28. September: Stig Ribbing, schwedischer Pianist und Musikpädagoge (* 1904)
- 29. September: Mickey Newbury, US-amerikanischer Sänger und Songwriter (* 1940)
- 30. September: Ellis Larkins, US-amerikanischer Jazz-Pianist (* 1923)

### Oktober
- 02. Oktober: Jo Ment, deutscher Bandleader, Komponist, Arrangeur, Musiker (Bandoneon, Saxophon) (* 1923)
- 02. Oktober: Tiberiu Olah, rumänischer Komponist (* 1928)
- 05. Oktober: Rick Abao, US-amerikanischer Jazzmusiker, Komponist und Entertainer (* 1939)
- 06. Oktober: Viola Mitchell, US-amerikanische Geigerin (* 1911)
- 08. Oktober: Randy Atcher, US-amerikanischer Country-Sänger und -Musiker (* 1918)
- 10. Oktober: Teresa Graves, US-amerikanische Sängerin und Schauspielerin (* 1948)
- 10. Oktober: Abe Most, US-amerikanischer Jazzklarinettist und Altsaxophonist (* 1920)
- 10. Oktober: Zara Nelsova, US-amerikanische klassische Cellistin (* 1918)
- 12. Oktober: Ray Conniff, US-amerikanischer Komponist, Arrangeur, Orchesterleiter und Posaunist (* 1916)
- 13. Oktober: Bill Berry, US-amerikanischer Jazztrompeter, -kornettist und Bandleader (* 1930)
- 14. Oktober: Bernhard Binkowski, deutscher Musikpädagoge (* 1912)
- 14. Oktober: Norbert Schultze, deutscher Komponist und Dirigent (* 1911)
- 17. Oktober: Bashful Brother Oswald, US-amerikanischer Country-Musiker (* 1911)
- 17. Oktober: Derek Bell, irischer Musiker (* 1935)
- 17. Oktober: Chuck Domanico, US-amerikanischer Jazzbassist und Bassgitarrist (* 1944)
- 17. Oktober: Henri Renaud, französischer Jazzmusiker (Piano), Komponist und Arrangeur (* 1925)
- 21. Oktober: Anna King, US-amerikanische Soulsängerin (* 1937)
- 24. Oktober: Fee von Reichlin, deutsche Schauspielerin, Operettensängerin und Synchronsprecherin (* 1912)
- 25. Oktober: Rainbeaux Smith, US-amerikanische Schauspielerin (* 1955)
- 25. Oktober: Richard Harris, irischer Schauspieler und Sänger (* 1930)
- 25. Oktober: James Richard, Tontechniker (* 1928)
- 27. Oktober: Tom Dowd, US-amerikanischer Tonmeister und Musikproduzent (* 1925)
- 28. Oktober: Johnny Dover, belgischer Jazz- und Studiomusiker (Saxophon, Klarinetten), Bandleader, Arrangeur und Komponist (* 1929)
- 30. Oktober: Jam Master Jay, US-amerikanischer DJ und Rapper (* 1965)
- 31. Oktober: Juri Michailowitsch Aronowitsch, israelischer Dirigent (* 1932)
- 31. Oktober: Bulletproof, US-amerikanischer Rapper (* unbekannt)
- 31. Oktober: Uschi Werner-Fluss, deutsche Sängerin (* 1924)

### November
- 03. November: Lonnie Donegan, britischer Folk-, Jazz- und Skiffle-Musiker (* 1931)
- 05. November: Gunnar Almstedt, schwedischer Jazz-Bassist (* 1926)
- 06. November: Billy Guy, US-amerikanischer Rock-’n’-Roll- und Rhythm-and-Blues-Sänger (* 1936)
- 06. November: Roman Kunsman, russisch-israelischer Jazzaltsaxophonist, -flötist und Komponist (* 1941)
- 09. November: Adrian Aeschbacher, Schweizer Pianist (* 1912)
- 09. November: Merlin Santana, US-amerikanischer Filmschauspieler und Musiker (* 1976)
- 09. November: Dieter Trautwein, deutscher evangelischer Theologe, Texter und Komponist (* 1928)
- 11. November: Ulrich Sommerlatte, deutscher Komponist, Arrangeur und Dirigent (* 1914)
- 12. November: Johannes Kerkorrel, südafrikanischer Sänger, Journalist, Theaterschauspieler und Bühnenautor (* 1960)
- 13. November: Nancie Banks, US-amerikanische Jazzsängerin, Arrangeurin, Bandleaderin und Kopistin (* 1951)
- 13. November: Erich Bender, deutscher Chorleiter und Komponist (* 1913)
- 13. November: Roland Hanna, US-amerikanischer Jazz-Pianist und Komponist (* 1932)
- 14. November: Elena Nikolaidi, griechisch-US-amerikanische Opern- und Konzertsängerin (Mezzosopran) und Musikpädagogin (* 1909)
- 15. November: Sylvia Holzmayer, österreichische Opernsängerin (Sopran) und Schauspielerin (* 1940)
- 17. November: Ray Avery, US-amerikanischer Jazz-Fotograf und Schallplattenhändler (* 1920)
- 18. November: Rostislaw Grigorjewitsch Boiko, russischer Komponist (* 1931)
- 18. November: Philippe Maté, französischer Jazzmusiker (Saxophon, Komposition) (* 1939)
- 20. November: Florian Dąbrowski, polnischer Komponist und Musikpädagoge (* 1913)
- 20. November: Baker Millian, US-amerikanischer Jazzmusiker (Tenorsaxophon) (* 1908)
- 21. November: Hadda Brooks, US-amerikanische Rhythm-and-Blues- und Jazz-Pianistin, Sängerin und Komponistin (* 1916)
- 22. November: Taswell Baird, US-amerikanischer Jazzposaunist (* 1922)
- 23. November: Bobby Forrester, US-amerikanischer Jazz- und Rhythm-&-Blues-Musiker (Orgel, Piano) (* 1947)
- 26. November: Stanley Black, britischer Komponist, Filmkomponist, Bandleader, Dirigent, Pianist und Orchesterleiter (* 1913)
- 26. November: Polo Montañez, kubanischer Songschreiber und Sänger (* 1955)
- 28. November: Dave Ray, US-amerikanischer Bluessänger und -gitarrist (* 1943)
- 30. November: Hans Hartz, deutscher Sänger und Liedermacher (* 1943)

### Dezember
- 02. Dezember: Mal Waldron, US-amerikanischer Jazzpianist (* 1925)
- 03. Dezember: Arno Schönstedt, deutscher Organist (* 1913)
- 05. Dezember: Bob Berg, US-amerikanischer Jazz-Saxophonist (* 1951)
- 05. Dezember: Arvell Shaw, US-amerikanischer Jazz-Kontrabassist (* 1923)
- 07. Dezember: Wolfgang Muth, deutscher Jazzautor und Jazzexperte (* 1928)
- 10. Dezember: Ian MacNaughton, britischer Fernseh-, Musical-, Opern- und Theaterregisseur und Schauspieler (* 1925)
- 11. Dezember: Dolly Dawn, US-amerikanische Sängerin (* 1916)
- 11. Dezember: Lou Stein, US-amerikanischer Jazzpianist und Studiomusiker (* 1922)
- 11. Dezember: Allen Tinney, US-amerikanischer Jazzpianist (* 1921)
- 12. Dezember: Mary Siragusa, dominikanische Pianistin und Musikpädagogin (* 1920)
- 13. Dezember: Stella Brooks, US-amerikanische Jazz-Sängerin (* 1915)
- 13. Dezember: Zal Yanovsky, kanadischer Musiker, Produzent und Gastronom (* 1944)
- 15. Dezember: Dennis Moorman, US-amerikanischer Jazzpianist, Arrangeur und Hochschullehrer (* 1940)
- 16. Dezember: Dorthy de Rooij, niederländische Organistin, Komponistin und Musikpädagogin (* 1946)
- 18. Dezember: Cristóbal Herreros, argentinischer Bandoneonist, Bandleader und Tangokomponist (* 1909)
- 19. Dezember: Imre Fábián, ungarischer Musikhistoriker, Musikkritiker und Opernforscher (* 1930)
- 20. Dezember: Jolly Marée, deutsche Schauspielerin, Sängerin und Varietékünstlerin (* 1920)
- 22. Dezember: Mario Ruiz Armengol, mexikanischer Komponist, Pianist und Dirigent (* 1914)
- 22. Dezember: Joe Strummer, britischer Punkrockmusiker (* 1952)
- 24. Dezember: Big Lucky Carter, US-amerikanischer Blues-Gitarrist, Sänger und Songwriter (* 1920)
- 24. Dezember: Tita Merello, argentinische Schauspielerin und Sängerin (* 1904)
- 27. Dezember: Carla Henius, deutsche Opernsängerin (Mezzosopran) und Gesangspädagogin (* 1919)
- 28. Dezember: Maria Carbone, italienische Opernsängerin (Sopran) und Gesangspädagogin (* 1908)
- 30. Dezember: Gustavo Nocetti, uruguayischer Tangosänger (* 1959)
- 00. Dezember: Mototeru Takagi, japanischer Jazzmusiker (Saxophone, auch Bassklarinette, Pfeifen) (* 1941)

### Genaues Todesdatum unbekannt
- Walter von Forster, deutscher Komponist (* 1915)
- Laelia Goehr, russisch-jüdische Pianistin und Fotografin (* 1908)
- Jan Kucharski, polnischer Organist und Musikpädagoge (* 1908)
- Ludwig Lenel, Organist und Komponist (* 1914)
- Käthe Maas, deutsche Opernsängerin (Sopran) (* 1920)
- Tom Mega, deutscher Rocksänger und Songwriter (* 1951)
- Toʻlqin Qurbonov, usbekisch-sowjetischer Komponist, Sinfoniker und Hochschullehrer (* 1936)